# Діна Крейк
Діна Крейк (англ. Dinah Craik, 1826—1887) — англійська письменниця, авторка романів та віршів. Найбільшу популярність їй принесла книга «Джон Галіфакс, джентльмен». Романи цієї авторки змальовували сучасне їй суспільство, а їхньою особливістю була простота та відсутність прагнення сенсації. А також вона писала оповідання для дітей та проповіді. Основні твори: «Джон Галіфакс, джентльмен», «Життя для життя», «Помилка християнина», «Маленький кульгавий принц», «Пригоди Броуні», «Казкова книга», «Моя мати і я», «Жіночий погляд на жінок».

## Біографія
Діна Марія М'юлок (англ. Dinah Maria Mulock) народилася 1826 року в Англії, у Стаффордширі, у родині священника та вчительки. З ранніх років вона писала вірші, а також допомагала мамі — вчительці у крихітній школі.
1831 року родина переїздить до Ньюкасела, де вона відвідує академію Брамптон Хаус. Успадкувавши нерухомість у 1893 році, вони переїжджають до Лондона, де Діна продовжує вчитися (за іншими даними, до Лондона вона перебирається після смерті матері 1846 року, де і починається її літературна кар'єра). Вона студіювала сучасні та класичні мови. Іншими її зацікавленнями були живопис та музика. Першим її друкованим твором був вірш на честь народження Принцеси, що з'явився у Стаффордшир Адвертайзер 1841 року. Також вона написала кілька оповідань для дітей.
Перший роман «Родина Огілвів» був надрукований 1849 року. Він присвячений її матері, що померла за чотири роки перед виходом названої книги у світ. Саме цей твір приніс їй першу популярність і допоміг влитися в літературне життя Лондона.
Далі — ще низка романів. Роман «Глава сімейства» (1852 р.) присвячений Елізабет Баррет Браунінг. Найпопулярнішим став роман «Джон Галіфакс, джентльмен», що вийшов 1856 року. Книга була перекладена французькою, німецькою, італійською, грецькою та російською мовами. Найулюбленішим твором письменниці був твір «Життя для життя» (1859 р.).
1865 року Дана вийшла заміж за Джорджа Крейка, партнера у видавничій компанії Макміллан. Подружжя прожило решту життя в Шортланді.
«Маленький кульгавий принц», ілюстрований Дороті Тодд, побачив світ 1874 року в Чикаго, а 1875 року — у Лондоні, але вже з назвою «Маленький кульгавий принц та його плащ для мандрів: притча для дітей та дорослих». Подружжя Крейків не мало власних дітей, тому вдочерило дівчинку 1869 року. І казки, що їх писала авторка, адресовані були і цій дитині, зокрема «Маленький кульгавий принц».
Померла письменниця у 61 рік від серцевого нападу 12 жовтня 1887 року.
Один із найвідоміших висловів М'юлок: «Вір тільки половині того, що бачиш, і нічому, що чуєш».

## Творчість
Казка «Маленький кульгавий принц» побачила світ 1875 року в Лондоні, а перед тим 1874 року в Америці. Йдеться у ній про маленького принца Долора, який не міг ходити, оскільки його, ще немовлям, під час хрестин няня впустила на підлогу. Згодом помирають батьки маленького принца, а його дядько, захопивши трон, відправляє Долора разом із нянею у високу башту. Отримавши в подарунок від своєї хресної мами-феї чарівного плаща, він здійснює ряд подорожей, що допомагають йому пізнати світ.
Коли принц Долор дізнається, що він не просто хлопчик-принц (довший час він не асоціює слово «принц» із королями та королівствами), а має стати колись королем, то він немов дорослішає: «…коли він дізнався, що він народився, щоб бути королем, він став поводитися як чоловік, як король, він повинен був бути сильним». Він наївний і дитячий, він наче бавиться в дорослого, але дорослі підігрують йому — такі закони цієї казки. Зрештою, маленький принц отримує трон і корону. Він дорослішає і мудро керує державою, доки не відчуває, що втомився. А тоді дістає свого чарівного плаща, прощається з народом і зникає: «Але я вірю, що його хресна забрала його з чарівним плащем до Красивих Гір. Що він там робив, де він зараз, хто знає? Але я знаю одну річ: він абсолютно щасливий. І коли про це думаю, то я щаслива також».
Час від часу М'юлок робить невеличкі повчальні ремарки: «Чим більше він мав, тим більше він хотів; але не завжди ми маємо все те, що хочемо». Загальновідомі приписи, які люди вже встигли призабути, вона вплітає у канву своєї казки. Або ж: «Чи отримав він усе, що хотів? І чи отримав він задоволення від цього?» Це міркування принца Долора про дядю, що ув'язнив його в башті і забрав собі корону. Час від часу в її казці зринали риторичні питання, особливо багато їх було в останньому розділі, вона відмовляється докладно на них відповідати, бо втомилася, а ще тому, що на неї чекає її маленька донечка: «Чому? Якщо відповідатиму на всі ці запитання, мені доведеться написати іншу книгу. А я втомилася, діти, втомилася. Так, як втомлюються іноді дорослі — і не завжди від гри. І хоча в мене є маленька людина, за яку я відповідальна, і їй подобається слухати оповідки цієї книги, і вона бігає будинком, плескаючи в долоньки і вимагаючи продовження історії. Але не тут, не тепер».
Авторка звертається до свого читача: «Якщо хто-небудь з читачів, дорослий чи дитина, поцікавляться, чи суть цієї історії глибша, ніж у звичайній казці, я відповім ствердно. Але я заховала її так ретельно, що найменші люди, та й багато дорослого народу, ніколи не знайдуть її, тому ця книга може читатися так само, як „Попелюшка“ чи будь-яка інша звичайна казка».
Цікаво та оригінально М'юлок вирішує конфлікт між добром і злом: принц не зцілюється, але він отримує престол після смерті його дядька, при чому жоден із підданих не дорікнув, що, мовляв, як він буде керувати королівством, він же ж каліка.
Це повчальна казка-притча про те, що природні вади не заважають тобі бути прекрасним і сильним. Читаючи цю казку, ми почасти забуваємо про вади принца Долора. Але авторка нам час від часу нагадує то натяками, то прямо про те, що це незвичайний хлопчик, з особливими потребами: «Коли ми бачимо людей, що страждають, ми жаліємо їх, але коли ми бачимо, як ці люди сміливо та відважно терплять свої муки, то виникають зовсім інші відчуття. Ми поважаємо їх та захоплюємося ними, навіть якщо це дитина». Мета казки — показати, що фізичне каліцтво не є завадою для досягнення мети.